# Chromatomyia hecate
Chromatomyia hecate är en tvåvingeart som beskrevs av Pakalniskis 1998. Chromatomyia hecate ingår i släktet Chromatomyia och familjen minerarflugor. Inga underarter finns listade i Catalogue of Life.